# Ratzeburger Gobelin-Zyklus
Der Ratzeburger Gobelin-Zyklus ist eine Serie von elf großen Tapisserien in Ratzeburg. Er wurde in den Jahren 1914 bis 1919 in der „Schlesischen Werkstätte für Kunstweberei“ der Bildwirkerin Wanda Bibrowicz entworfen und begonnen und von 1919 bis 1921 in ihren „Werkstätten für Bildwirkerei Schloss Pillnitz“ vollendet. Nach zwei Ausstellungen in Berlin und Altona erreichten die Wandteppiche ihr Ziel Ratzeburg am 18. Januar 1922 und wurden am 16. November 1922 im Sitzungssaal des dortigen Kreishauses eingeweiht. Der zwölfte Ratzeburger Wandteppich mit dem Bismarckwappen wurde 1924 nachgeliefert. Der Ratzeburger Gobelin-Zyklus bestimmt noch heute den Raumeindruck im Sitzungssaal des Alten Kreishauses in Ratzeburg.

## Geschichte

### Vorgeschichte

#### Planung

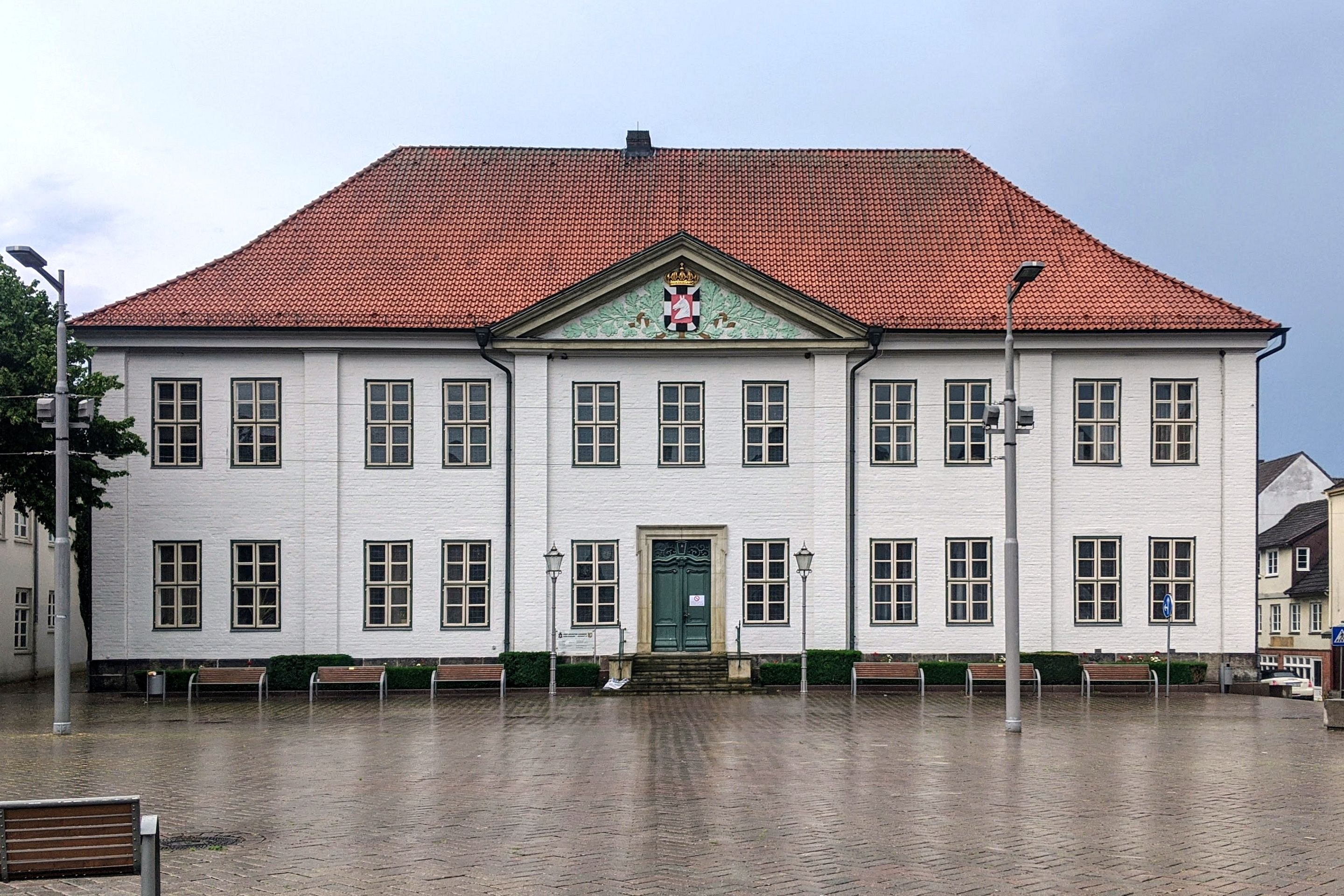
(Altes) Kreishaus am Ratzeburger Markt; früher: Lauenburgisches Landeshaus

In den Jahren 1909/1910 wurde das von 1726 bis 1728 erbaute Lauenburgische Landeshaus umgebaut und erhielt einen neuen Sitzungssaal. Für die innere Ausgestaltung des Raumes wurden 5.000 M ausgegeben, doch die Wände blieben zunächst kahl.

„Neuerdings ist der Wunsch, eine der Bedeutung des Kreises und der Schönheit des Gebäudes entsprechende Ausgestaltung der Innenräume, namentlich des Sitzungssaales vorzunehmen, allgemein lebhaft geworden ... Der Wunsch des Kreistages gipfelt darin, die noch kahlen und des Schmuckes harrenden Wände ausmalen zu lassen, indessen fehlen ihm hierzu die erforderlichen Geldmittel.“

Der Landrat Emil Mathis schilderte im weiteren Verlauf des Briefes die Finanznot des Kreises, seitdem dieser unter preußischer Verwaltung stand. Nachdem das Herzogtum Sachsen-Lauenburg nicht nur die Verzinsung und Tilgung der Abfindungssumme an Österreich zu leisten hatte, sondern auch noch auf die Zolleinnahmen, insbesondere auf den Elbzoll, seit 1871 verzichten musste und schließlich die vollen Lasten eines Landeskommunalverbandes zu tragen hatte, schien es angemessen, für die Ausschmückung des Sitzungssaales – dafür kamen zwei Wände von 12 m und 6,20 m Länge in Betracht – eine Staatsbeihilfe zu beantragen.
Zur Begutachtung und Beratung besichtigte am 7. April 1911 der Regierungsbaurat Schmidt den Saal. Man kam überein, dass auf der 6,20 m langen Stirnwand, dem Platz hinter dem Vorsitzenden, die Erbhuldigung Lauenburgs an König Wilhelm I. am 26. September 1865 in der Ratzeburger St. Petri-Kirche dargestellt werden sollte, „da der Anschluss des Herzogtums Lauenburgs an die Krone Preußens das bedeutendste Ergebnis seiner Geschichte darstellt.“
Für die lange Seitenwand und die dem Vorsitzenden gegenüberliegende Wand erschien „die Darstellung und bildliche Erhaltung der zeitigen landschaftlichen Schönheiten Lauenburgs für die Nachwelt durch die Wiedergabe der drei lauenburgischen Städtebilder und zweier Dorfbilder ... als besonders geeignet und erwünscht“.
Der Kreis erklärte, dass er sich an den Honorarkosten für das Huldigungsgemälde nicht beteiligen könne. Müsste sich der Kreis an den Kosten beteiligen, so wollte er ein anderes Projekt für diese Wand in Angriff nehmen, das billiger werden würde, da es hierbei nicht auf figürliche Genauigkeit ankomme.

„Es handelt sich hierbei um die bildliche Darstellung der Einführung des Germanentums und Christentums um die Mitte des 12. Jahrhunderts in Lauenburg und um einen historischen Vorgang, dessen Bedeutung auch die Zeitgenossen schon gewürdigt haben ...!“

Dieses Gemälde sollte folgende historische Komplexe umfassen:
1. Christianisierung und Germanisierung mit Heinrich dem Löwen
2. Heinrich von Badewide
3. „Aussiedlung“ der Slawen
4. einwandernde Holländer und Westfalen

Als der Minister der geistlichen und Unterrichts-Angelegenheiten mitteilte, „daß eine Berücksichtigung des Antrages für die nächste Zeit leider nicht in Aussicht genommen werden kann“, schien das ganze Projekt gescheitert.
Am 7. Mai 1913 wiederholte der Landrat seinen Antrag beim Regierungspräsidenten. Am 14. Februar 1914 teilte der Minister das Ergebnis der Sitzung der Landeskunstkommission vom 20. Januar 1914 mit, „den Saal mit Wandteppichen nach Entwürfen von Fräulein Wanda Bibrowicz zu schmücken; die Künstlerin ist Inhaberin der Schlesischen Werkstätte für Kunstweberei in Ober-Schreiberhau i. Rsg. und somit in der Lage, auch die Ausführung der Gobelins zu übernehmen. Der Vorschlag der Landeskunstkommission findet meinen vollen Beifall, da er auf die Neubildung eines Kunstzweiges hinzielt, der einst in hoher Blüte stand.“ Wenn der Kreis sich mit einer derartigen Gestaltung einverstanden erklärt, so könnte die Sache weiter verfolgt werden. Der minimale Eigenbeitrag zu den Kunstwerken dürfte 4.000 M zuzüglich der Kosten für die Bespannung allerdings nicht unterschreiten. Der Kreis erklärte sich damit einverstanden.

#### Entwurf für die Raumausstattung
Wegen der Gestaltung des Sitzungssaals im Kreishaus in Ratzeburg im Regierungsbezirk Schleswig der preußischen Provinz Schleswig-Holstein wandte sich 1914 die Bezirksverwaltung mit der Bitte an Hans Poelzig, den Direktor der Staatlichen Akademie für Kunst und Kunstgewerbe Breslau, gemeinsam mit Max Wislicenus und Wanda Bibrowicz einen Entwurf für die Raumausstattung einschließlich einer Gruppe von Wandbehängen auszuarbeiten. Im Hinblick auf die schlichte Architektur des holzverkleideten Saals schlug der Breslauer Akademiedirektor einen Gobelinfries entlang dreier Wände (mit Ausnahme der Fensterwand) mit Darstellungen aus der Geschichte Ratzeburgs und seiner Umgebung vor. Noch im selben Jahr erhielt Wanda Bibrowicz einen entsprechenden Auftrag. Sie unterhielt seit 1911 mit einigen Schülerinnen eine eigene Galerie und Webwerkstatt in Schreiberhau (Szklarska Poręba), arbeitete aber weiter mit Wislicenus zusammen. Dieser war sicherlich an der Vorbereitung der Kartons beteiligt, auch wenn die Werke nur die Signatur von Bibrowicz tragen. So entstand eine äußerst repräsentative Gobelin-Folge auch als Werk der Breslauer Kunstschule, die allerdings erst in den zwanziger Jahren, nach dem Umzug des Künstlerpaars nach Pillnitz, vollendet wurde.
Mit Schreiben vom 15. Juni 1914 äußerte sich Hans Poelzig gegenüber dem Lauenburger Landrat zu der Frage, wie er sich die Ausschmückung des Saales durch Gobelins denke. Er riet von jeglichem Porträtbild ab und schlug einen durchgehenden Fries mit Wandteppichen, geschaffen von Wanda Bibrowicz, zu lauenburgischen Motiven vor:

„Zunächst schicke ich voraus, dass ich es für ganz unmöglich halte, in der durch Gobelins gegebenen Technik ein Bild anzufertigen, das irgendeinen Vorgang der neueren Zeit einigermaßen naturgetreu wiedergibt. Es wird kaum möglich sein, Figuren in Portraitähnlichkeit so zu geben, dass nicht fast eine komische Wirkung eintreten könnte. Hierzu ist wahrscheinlich auch die Fläche, die über dem Paneel zur Verfügung steht, zu niedrig. […] Ein durchgehender Gobelin-Wandschmuck würde dagegen dem Saal einen eigenartigen und schönen Schmuck gewähren, und um dem Wunsch des Herrn Ministers, der diesen Gobelinschmuck auf das notwendigste beschränkt sehen möchte, nachzukommen, empfehle ich dringend, einen durchgehenden Fries nach dem Entwurf von Fräulein Bibrowicz, dessen Höhe von Paneeloberkante ungefähr bis zu dem Anfang der Fensterbögen reicht, anzubringen, aber so, dass im Wesentlichen die beiden kurzen Wände und die lange, der Fensterwand gegenüberliegende Wand mit diesem Gobelinfries versehen wird, während die Teile an der Fensterwand gelöst zwischen den Fenstern möglichst davon ausgeschlossen werden, da die Belichtung dort eine zu ungünstige ist. Dieser Fries könnte durch Holztäfelungen, die sich in der Art dem unteren Paneel anschließen, gegliedert werden, und aus der alten Ratzeburger Geschichte werden sich leicht Szenen in diesen Friesen darstellen lassen, da man von den Szenen aus der alten Geschichte nicht diese portraitmäßige Naturtreue verlangt wie von denen aus der neueren Geschichte, bei welchen die Mitwirkenden noch genau bekannt sind. Ich empfehle daher dringend, dem Kreisausschuss die Ausschmückung dieses Saales durch einen Gobelinfries vorzuschlagen, da ich der festen Überzeugung bin, dass der Saal dadurch einen sehr eigenartigen und schönen Schmuck erhalten wird, wie er ähnlich kaum bisher vorhanden ist.“

#### Beauftragung
Am 27. Juli 1914 erfolgte die Auftragserteilung an Wanda Bibrowicz durch den Minister. Am 8. Oktober 1915 wurde das Honorar mit 35.000 M festgelegt, am 14. April 1919 erfolgte eine Erhöhung auf 38.000 M.
Die Arbeit an den Teppichen erstreckte sich über die ganze Zeit des Ersten Weltkriegs und war auch 1920 noch nicht beendet. 1919 sah sich das Unternehmen gezwungen, seine Werkstatt in Schreiberhau aufzugeben und ins „Ausland“ abzuwandern. Auf Vorschlag von Hans Poelzig, der inzwischen Baurat in Dresden geworden war, wurden Wanda Bibrowicz und Max Wislicenus 1919 vom Sächsischen Ministerium für Wirtschaft, Handel und Industrie nach Dresden berufen, wo sie die „Werkstätten für Bildwirkerei Schloss Pillnitz“ einrichten sollten.

„Da an der Erhaltung der Gobelinwerkstatt innerhalb Deutschlands ein allgemeines Interesse bestand, hat das Sächsische Wirtschaftsministerium im Herbst des vorigen Jahres die Künstler veranlaßt, mit ihrer Werkstatt nach Sachsen zu übersiedeln, wo ihnen das Gesamtministerium in dem vormals Königlichen Schlosse zu Pillnitz unentgeltlich Räume zur Verfügung gestellt hat.“

Die Sächsische Gesandtschaft betonte, dass das Unternehmen von Anfang an auf schwachen Füßen gestanden habe und „dem Untergang geweiht“ war.

„Zu der Unterbilanz des Unternehmens hat wesentlich beigetragen der Auftrag des Preußischen Ministeriums für Wissenschaft, Kunst und Volksbildung an Fräulein Bibrowicz zur Ausschmückung des Sitzungssaales des Kreishauses in Ratzeburg mit Wandteppichen, so dankbar an sich Fräulein Bibrowicz damals diesen Staatsauftrag begrüßte, der ihr für eine Reihe von Jahren eine ausreichende Beschäftigung sicherte.“

Im Mai 1920 war noch ein Teppich zu weben, doch die mannigfaltigen Schwierigkeiten ließen dieses Projekt für nicht durchführbar erscheinen.

„Mit Rücksicht auf die gegenüber früher ganz wesentlich veränderten wirtschaftlichen Verhältnisse sowie darauf, daß an der finanziellen Kräftigung des Unternehmens ein allgemeines Interesse besteht, hält die sächsische Regierung es für ihre Pflicht, die Bitte des Fräulein Bibrowicz um Bewilligung einer namhaften Honorarerhöhung für die in Auftrag gegebenen Wandteppiche zu unterstützen.“

Die Sächsische Gesandtschaft bat daher im Auftrag des Sächsischen Ministeriums für Wissenschaft, Kunst und Volksbildung einer Honorarerhöhung von etwa 20.000 M zuzustimmen. Die fertiggestellten Teppiche hätten in der Zwischenzeit ohnehin bereits eine erhebliche Wertsteigerung erfahren. Der pekuniäre Wert wurde mit mindestens 150.000 M beziffert. Danach wollte der Regierungspräsident beim Kreis nachfragen, ob er gewillt sei, sich an der Honorarerhöhung zu beteiligen.
Anfang Juli 1920 stellte Wanda Bibrowicz eine überschlägige Rechnung über die noch ausstehenden Kosten auf. Danach hatte sie noch 16 m2 Teppich zu weben. Für den Quadratmeter wären 800 M Lohnkosten in Anschlag zu bringen, für das Material insgesamt etwa 1.920 M, so dass sich ihre Forderung auf 14.720 M belief, wobei ihre eigene Arbeit aber immer noch unterbezahlt bliebe. Am 21. Juli 1920 teilte Landrat Schönberg mit, dass der „Kreisausschuß vorbehaltlich der Zustimmung durch den Kreistag bereit wäre, sich im Verhältnis unserer bisherigen Bewilligungen zu den veranschlagten Gesamtkosten ... an der bewilligten Honorarerhöhung zu beteiligen“.
Bislang hatte der Kreis etwa 11 %, 4.000 M, für die Kosten bewilligt. Im Oktober 1920 war das Preußische Ministerium bereit, das Honorar um 9.000 M zu erhöhen, allerdings müsse der Kreis davon 1.160 M übernehmen, das entsprach 12 %, die der Kreistag am 20. November 1920 auch genehmigte. Die Akten geben keine weiteren Hinweise, ob noch ein weiteres Mal eine Honorarerhöhung stattgefunden hat, so dass davon ausgegangen werden kann: Die im Sitzungssaal des Kreishauses befindlichen Wandteppiche haben 44.000 M gekostet.

#### Verantwortung
Der Preußische Minister der geistlichen und Unterrichts-Angelegenheiten übertrug mit Schreiben vom 8. Oktober 1915 die Verantwortung für die Ausschmückung des Sitzungssaales des Kreishauses in Ratzeburg mit Wandteppichen dem Landrat „auf Grund der in der Verhandlung vom 22. Juli begutachteten Entwürfe und Webeproben“. Weiter heißt es in dem Schreiben:

„Für die beiden Schmalwände werden die Themen ‚Falkenjagd‘ und ‚Einführung des Christentums‘ angenommen. Die Entwürfe sind unter Beteiligung des Professors Wislicenus aufzustellen, der namentlich für das Figürliche die Mitverantwortung übernimmt.“

Trotz dieser Bevollmächtigung des Landrats wandte sich der Minister mit Schreiben vom 30. August 1918 nochmals an Wanda Bibrowicz:

„Auf das Schreiben vom 25. Mai d. Js. habe ich die von Ihnen eingereichten Entwürfe zu den beiden letzten Wandteppichen für den Sitzungssaal des Kreishauses in Ratzeburg der Landeskunstkommission und Vertretern des Kreises zur Begutachtung vorgestellt. Die Entwürfe haben im allgemeinen Billigung gefunden; es wurde jedoch für notwendig erachtet, bei der Ausführung die Härte der Farben, besonders des Grün, zu mildern und überhaupt eine größere Harmonie der Farben anzustreben. Unter Rücksendung der Entwürfe, der Farbenskizzen der drei fertigen Teppiche und des ersten Teppichs ermächtige ich Sie, hiernach die beiden letzten Wandteppiche auszuführen.“

Dass Max Wislicenus eine Mitverantwortung für das Figürliche der Ratzeburger Wandteppiche zugetraut und zugemutet wurde, lag an seiner eigenen Familiengeschichte: Sein Vater Hermann Wislicenus hatte den Sommersaal der Kaiserpfalz Goslar von 1877 bis 1890 mit Bildern aus Geschichte und Sage ausgemalt, die das Kaisertum der Hohenzollern in die Tradition der römisch-deutschen Kaiser stellten. Im Bild Hofhaltung Friedrichs II. in Palermo hatte er in diskreter Weise sich selbst und seinen Sohn Max unter den Versammelten dargestellt. Max Wislicenus lebte mit diesen Bildern, Wanda Bibrowicz vereinfachte sie und gestaltete sie künstlerisch dem verwendeten Material entsprechend so um, dass sowohl ihr eigenes Können in der Malerei gefordert wurde, als auch die Bildwirkerei als ihr eigenwilliges Kunst- und Handwerk zugleich zum Zuge kam. Bei der Gestaltung der Wappen nahmen beide Künstler außerdem die Hilfe eines Heraldikers und die detaillierten Unterlagen des Kreises zu den Wappenformen in Anspruch.

### Ausstellungen außerhalb Ratzeburgs

#### Kunstgewerbemuseum Berlin

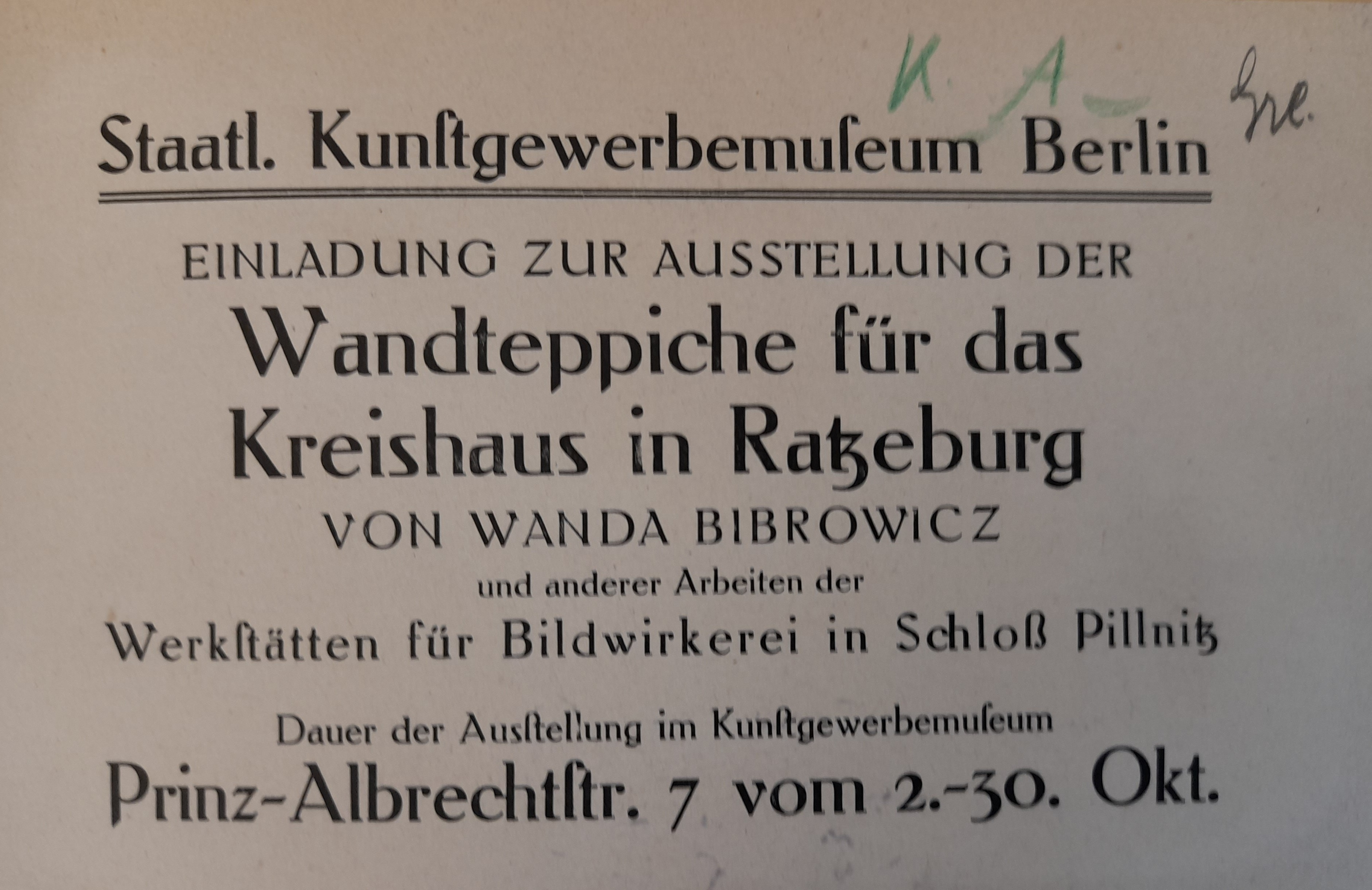
Plakat zur Berliner Ausstellung der Wandteppiche für das Kreishaus in Ratzeburg

Im Oktober 1921 wurden die Wandteppiche des Ratzeburger Gobelin-Zyklus noch vor ihrem Eintreffen in Ratzeburg im Kunstgewerbemuseum Berlin ausgestellt. Darüber berichtete die Tägliche Rundschau in einem Artikel vom 15. Oktober 1921, unterzeichnet von R. Neubauer unter der Überschrift „Aus dem Kunstleben“, nicht eben begeistert:

„Ausstellung der Teppichwirkereien von Schloß Pillnitz. Diese Ausstellung, die heute im alten Kunstgewerbemuseum eröffnet wird, füllt fünf Räume, darunter einen großen Saal, mit meist recht ausgedehnten Teppichwerken von vorzüglicher Technik. Die Entwürfe stammen von Wanda Bibrowicz und Max Wislicenus, und zwei Wappenteppiche von Doepler. Von den Farben, die zur Verfügung standen, haben die hellen, soweit sie gegen grau abschattiert sind, einen Stich ins Fade und Süßliche, den ihnen die Einwirkung des Lichts hoffentlich mit der Zeit nehmen wird. Dagegen sind kraftvolle und klingende dunkle Töne da – Blau, Grün und Purpur, dazu auch hellgelbe. Wislicenus bewegt sich mehrfach recht glücklich in gedämpften Tongruppen –, wenn nur seine Zeichnung etwas forscher wäre. Bei den großen Teppichen von W. Bibrowicz, die das preußische Kultusministerium 1914 für das Kreishaus zu Ratzeburg bestellt hat, waren die Stoffe wohl von vornherein schon sehr bis ins einzelne bestimmt. Nun, das muß nicht notwendig ein Fehler sein. Doch wird bei dieser Sachlage ein besonderer Witz vom Künstler verlangt, daß er glücklich um Illustration und Anschauungs- oder Geschichtsunterricht herumschifft. Diese können getrost dabei sein, aber sie haben an sich noch niemals Augenfreude gewährt, noch auch jenes glücklich-zarte Schwingen in Blut und Nerven, das aus dem wohlabgewogenen Rhythmus der Farbenklänge und der beschwingten Kraft der Linien kommt. Wanda Bibrowicz hat gewiß das, was man von ihr verlangte, brav und tüchtig getan. Da und dort findet sich auch anmutig Feingestimmtes in Einzelteilen – wie etwa die Gruppe mit den Sonnenblumen, den drei Ziegen und dem Häuschen dahinter auf dem Teppich ‚Ratzeburg‘. Aber es fehlt, im Ganzen betrachtet, allzu sehr an der Wohltat durchgreifender Ordnungen, die für so große Flächen unendlich nötig sind. Man sieht streckenweise flache Buntheit sich hinziehen, – der Teppich ‚Friede‘ geht darin besonders weit. An epischer Linienkraft hätten wir gern etwas mehr erlebt. Aus der Vielheit des Gegenständlichen sehnen wir uns nach symbolisch wirkender Form, zu deren Gunsten kann der äußere Naturschein unbekümmert ein wenig zurücktreten.“

Ende Oktober 1921 besichtigte der Kreisausschuss des Kreises Herzogtum Lauenburg die Wandteppiche im Kunstgewerbemuseum Berlin. Darüber wurde am 31. Oktober 1921 ein Aktenvermerk gefertigt.

#### Altonaer Museum
Die Wandteppiche wurden anschließend im Altonaer Museum gezeigt und gelangten ausweislich einer Transportliste am 18. Januar 1922 nach Ratzeburg. Anschließend entspann sich eine unerfreuliche Auseinandersetzung um die Finanzierung der Transportkosten von Altona nach Ratzeburg.

#### Reaktion des Kreises auf die Ausstellungen
Im Schreiben vom 8. November 1922 an Wanda Bibrowicz ließ der Vorsitzende des Kreisausschusses des Kreises Herzogtum Lauenburg durchblicken, dass sich der Kreis bei der Verwirklichung der Ausstellungen in Berlin und Altona übergangen gefühlt hatte:

„Wenn der Kreisausschuss sich an der Finanzierung der s. Zt. von der Staatsregierung ausgegangenen Stiftung der Wandteppiche auch nur mit einem verhältnismäßig geringen Betrag beteiligte, so hat er damit keineswegs in der ganzen Angelegenheit die Stellung eines Objekts einnehmen wollen, sondern hat sich als durchaus gleichberechtigter Faktor neben der Staatsregierung und den Schöpfern des Kunstwerks betrachtet. Umso erstaunter waren wir, als wir von der Ausstellung der Teppiche in Berlin im Frühjahr d. Js. erst nachträglich und so spät Kenntnis erhielten, dass wir die Teppiche gerade noch sahen, bevor sie abgenommen wurden. Die Staatsregierung, zu der Sie wie Herr Professor Poelzig ja wohl sehr nahe Beziehungen haben, hielt es bis heute nicht für nötig, uns das Geschenk in angemessener Weise zu überweisen. Dagegen hatte der Herr Professor Wislicenus die Freundlichkeit, uns in Berlin die Teppiche zu übergeben. Noch erstaunter waren wir dann aber, als wir erfuhren, dass die Teppiche nun nicht an ihren Bestimmungsort nach Ratzeburg, sondern zunächst nach Altona zur Ausstellung im dortigen Kunstgewerbemuseum gehen sollten. Auch davon hatte man uns nichts vorher mitgeteilt. Wir durften nachher nur, nach recht unerquicklichen schriftlichen und mündlichen Auseinandersetzungen mit dem leitenden Direktor in Altona, die für die damalige Zeit recht beträchtlichen Kosten von weit über 3000 ℳ bezahlen.“

### Verzögerungen beim Einbau in Ratzeburg
Die Verzögerungen beim Einbau der Wandteppiche führten zu einem lebhaften Schriftverkehr zwischen den Beteiligten. Er ist ein Musterbeispiel für die Spannungen zwischen alter preußischer Verwaltung einerseits und neu hinzugekommener kommunaler Selbstverwaltung andererseits.
Wanda Bibrowicz hatte mehrfach und auf verschiedenen Ebenen die Besorgnis geäußert, der sich hinziehende Umbau des großen Sitzungssaales in Ratzeburg könnte dessen Schlichtheit und besondere Eignung für die Aufhängung der Wandteppiche gefährden. Sie wurde dabei vom Preußischen Minister für Wissenschaft, Kunst und Volksbildung unterstützt, der sich am 21. September 1922 durch einen Referenten mahnend an den Kreis Herzogtum Lauenburg wandte:

„Der Kreisausschuss des Kreises Herzogtum Lauenburg in Ratzeburg will durch Schreiben vom 22. Mai und 30. Juni d. Js. ... unter Hinweis auf die im Bau befindlichen Veränderungen des Kreistagssitzungssaals zu Ratzeburg die Anbringung der Wandteppiche des Fräulein Bibrowicz periodisch hinausgeschoben wissen. Es ist mir daher von Wert zu wissen, in welchem Umfange der Umbau ausgeführt wird und ob der für die Teppiche in Aussicht genommene Saal hierbei etwa verändert ist! Ich kann nicht annehmen, daß weitgehende Veränderungen des Saales, dessen bisherige aus der Renovierung im Jahre 1909 herrührende schlichte Gestaltung gerade eine Voraussetzung für die Erteilung des Auftrages für die Wandteppiche war, ohne vorheriges Einvernehmen mit mir und der Künstlerin stattgefunden haben. Um baldigen fälligen ausführlichen Bericht über die ausgeführten Arbeiten ersuche ich ergebenst.“

Pikiert reagierte die Lauenburgische Kreisverwaltung mit Schreiben vom 12. Oktober 1922 auf diesen ministeriellen „Erlass“: 

„Wir haben durch unsere Berichte vom 21. Mai und 30. Juni 1922 nicht die Anbringung der Wandteppiche ‚periodisch hinausgeschoben wissen‘ wollen, sondern lediglich die Tatsache gemeldet, dass infolge technischer Schwierigkeiten die Anbringung der Teppiche sich noch verzögern würde, da wir nicht nur den Saal instandgesetzt, sondern das ganze Landeshaus einem gründlichen Durchbau unterzogen haben, wofür weder eine Zustimmung von Frl. Bibrowicz noch die Genehmigung der Aufsichtsbehörde in Frage kommt. So ließen sich die Teppiche eben nicht eher anbringen, als bis die gesamten Bauarbeiten im Hause fertiggestellt waren, anderenfalls sie durch den bei derartigen Arbeiten unvermeidlichen Staub voraussichtlich sehr gelitten hätten, auch der Gefahr der Entwendung ausgesetzt gewesen wären. 
Inzwischen ist der Saal vollständig fertiggestellt. Seine feierliche Einweihung sowie die förmliche Übergabe der Wandteppiche durch die Staatsregierung an den Lauenburgischen Landeskommunalverband kann erfolgen, sobald der Herr Minister uns auf unsere ihm vor mehreren Wochen übersandte Einladung den Termin dafür bestimmt haben wird, worauf wir sehnlichst warten. Mit Rücksicht auf die inzwischen vergangene Zeit empfehlen wir die erste Novemberwoche. Bei drahtlichem Bescheid könnten die Ladungen an die Kreistagsmitglieder dann noch rechtzeitig herausgehen.“

Mit Schreiben vom 8. November 1922 wandte sich der Kreis selbstbewusst und direkt an Wanda Bibrowicz, um sie angesichts ihrer Befürchtungen um die Schlichtheit des Saales zu beruhigen:

„Nachdem ihm (sc. dem Kreis) diese kostbare Stiftung zuteilgeworden ist, betrachtet er es als eine Ehrensache, ihr in seinem Landeshause eine würdige Stätte zu bereiten. Auf welche Weise er das zu tun gedachte, war seine Sache, wobei er für sich in Anspruch nimmt, daß er über ausreichenden Geschmack und Kunstsinn verfügt, um zu verhindern, daß die Schönheit der Kunstschöpfung durch unkünstlerisches Beiwerk beeinträchtigt wird. Bei dieser unserer Auffassung, die wir jederzeit und jedermann gegenüber zu vertreten bereit sind, ist es ohne Belang, wie sich etwa übelwollende Elemente (vergl. die Lauenburger Denunzianten) oder andere Kreise, z.B. das Ministerium, dazu stellen sollte. Es handelt sich hier um eine Angelegenheit der Selbstverwaltung des Lauenburgischen Kommunalverbandes, in die er sich nicht hineinreden lassen kann. Sollte sich herausstellen, dass die von uns nach bestem Wissen und Können getroffenen Maßnahmen den billigen Anforderungen künstlerischen Geschmacks nicht entsprechen sollten, so sind wir gern bereit, uns belehren zu lassen und etwa erforderlich werdende Änderungen vorzunehmen.“

Mit Schreiben vom 9. November 1922 wurde der Oberpräsident der Provinz Schleswig-Holstein gebeten, die Wandteppiche offiziell dem Kreis Herzogtum Lauenburg zu übergeben.

### Einweihung

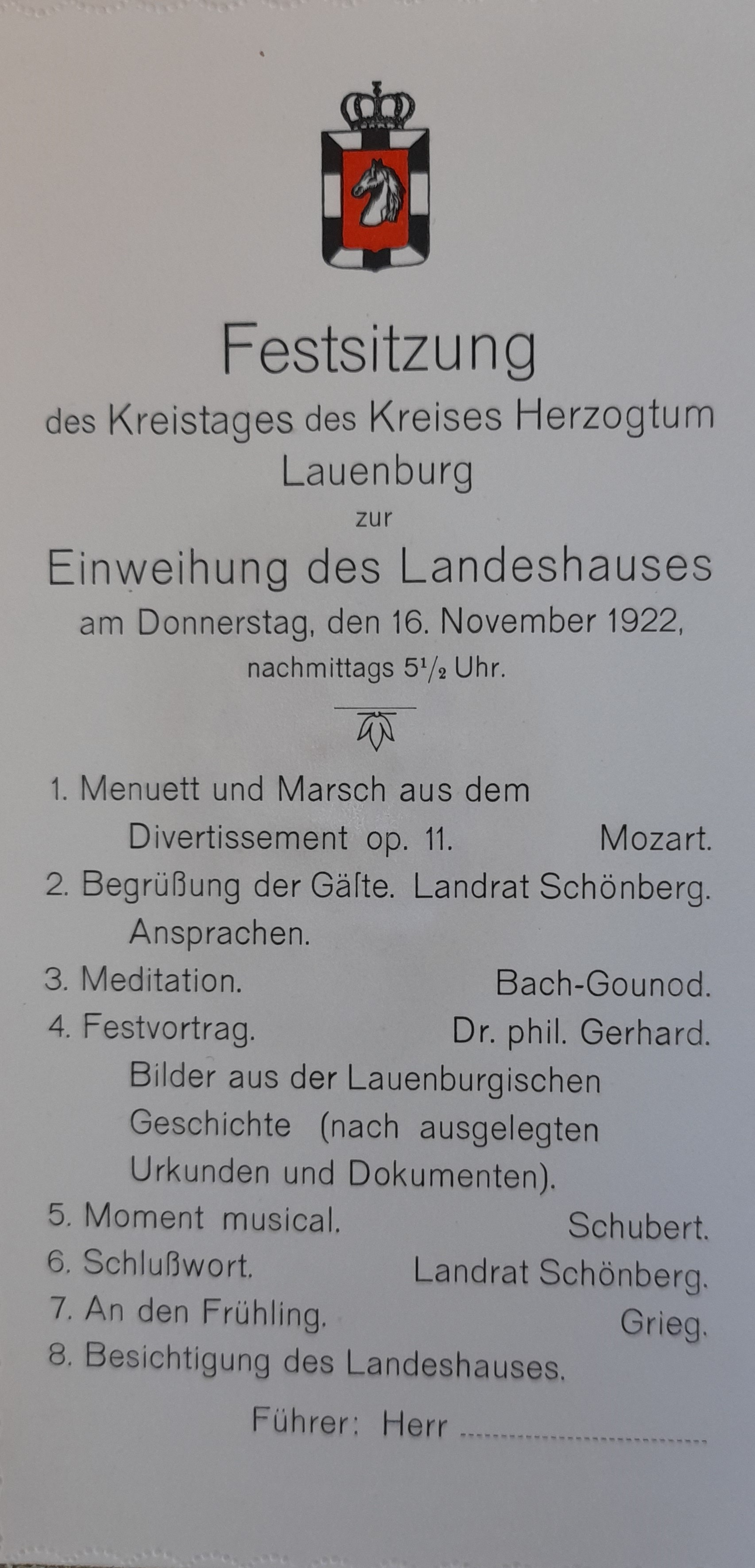
Einladungskarte zur Festsitzung am 16. November 1922

Die räumliche Anordnung und Befestigung der am 18. Januar 1922 in Ratzeburg abgegebenen Arbeiten verzögerte sich aufgrund der Renovierungsarbeiten im Sitzungssaal des Kreishauses. Schließlich wurde der Saal am 16. November 1922 feierlich eingeweiht. Die Gobelins waren am dafür vorgesehenen Platz aufgehängt.
Als Ehrengäste trafen unter anderem ein: Präsident Heinrich Kürbis, der bei dieser Gelegenheit erstmals den Kreis Herzogtum Lauenburg besuchte, Oberregierungsrat Waldemar Abegg, Vizepremier und Lübecker Bürgermeister Johann Martin Andreas Neumann und Landdrost Anton Nahmmacher aus Schönberg. Es erschienen auch Vertreter der „Werkstätten für Bildwirkerei Schloss Pillnitz“: die Entwerferin und Autorin der Werke Wanda Bibrowicz selbst und Max Wislicenus. Über das Ereignis wurde ausführlich in der Presse berichtet.
In einer Leserzuschrift mit dem Titel „Die neuen Wandteppiche im Kreishaus zu Ratzeburg“ mokierte sich der Maler Heinrich Münchhausen, Vorsitzender des Heimatschutzes für den Kreis Lauenburg, nach Lektüre der Presseberichte darüber, 

„mit welchem Pathos alle möglichen Ehrengäste begrüßt wurden, die wirklich gar keine Schuld an den schönen Kunstwerken haben: zuerst das Kultusministerium, welches seiner Aufgabe nachkam und in hoch anzuerkennender Weise die fähigsten Kräfte mit der Aufgabe betraut hat. Der Oberpräsident – auch bei größter Hochachtung: er ist ganz unschuldig an der Sache. Zu guter Letzt wurde ja auch der Künstler gedacht – sie gehörten immerhin dazu … Die Kunst hatte man ganz vergessen. Behörden, Ehrengäste, Kreisausschuss – alle und jeder, die nichts mit dem Werk zu tun hatten, wurden verherrlicht. Es war rührend! Nur der Künstler gedachte niemand. Für sie und ihr Werk, um deren Willen das Fest stattfand, hatte man keine Zeit. Man hatte genug zu tun, sich selbst zu ehren. Leider sind wir in deutschen Landen gewohnt, daß Verwaltungsbehörden, wenn sie sich mit Kunst beschäftigen, häufig entgleisen. Aber als ich diesen Festbericht gelesen hatte, habe ich mich vor dem Genius der Kunst geschämt.“

Am 1. Januar 1923 stellte das Unterhaltungsblatt des Lübecker General-Anzeigers „Von Lübecks Türmen“ die Künstlerin und zwei ihrer elf Teppiche in einer schwarz-weißen Wiedergabe vor.

## Die zwölf Wandteppiche

### Christianisierung

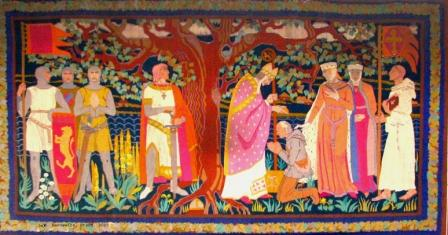
Wandteppich aus dem Ratzeburger Gobelin-Zyklus

An zentraler Stelle der Stirnwand des Sitzungssaales sind auf dem großen, mittleren Gobelin (325 × 183 cm), links des Baumes, der sächsische Herzog Heinrich der Löwe sowie Graf Heinrich von Badewide und zwei ihrer Ritter abgebildet.
Rechts des Baumes sieht man den 1154 von Heinrich dem Löwen eingesetzten ersten Bischof seines neuen Bistums Ratzeburg, Evermod. Zwei Deutungsmöglichkeiten für dessen dargestellte Handlungsweise bieten sich an:
1. Nach Kurt Langenheims Studie über das Kreishaus in Ratzeburg aus dem Jahr 1955 ist an dieser Stelle der Vollzug einer Taufe dargestellt: „Außerdem wird rechts auf dem Bild von einer Edelfrau, wohl der Herzogin, dem ersten Bischof Evermodus ein heidnischer Wende zur Taufe zugeführt.“[22]
2. Folgt man dagegen der Teppichbezeichnung Belehnung durch Bischoff (sic!) in der Altonaer Transportliste von 1922,[23] dann kniet vor dem Bischof ein einfach gekleideter westfälischer Siedler, der eine Umhängetasche trägt und vom Bischof mit einer neuen Landstelle belehnt wird. Der bei einer Belehnung an sich vorgesehene Handgang ist hier bereits abgelöst durch eine andere Geste: Zur Bekräftigung des Lehnseides hält der Bischof eine Reliquie über das Haupt des Lehnsmannes. Dieser wird von einer vornehm gekleideten Frau mitgesegnet, die einen blauen Mantel mit Hermelin-Futter und eine besondere Kopfbedeckung trägt. Es handelt sich vermutlich um Heinrichs des Löwen erste Ehefrau Clementia von Zähringen, die von 1154 bis 1155, als ihr Mann Friedrich Barbarossa auf seiner Krönungsfahrt nach Italien begleitete, mit der Verwaltung Sachsens betraut war.

Schräg hinter der Herzogin steht, eher abwartend und beobachtend, die namentlich unbekannte Ehefrau Heinrichs von Badewide, die eine Verwandte des dänischen Königs Waldemar des Großen war, in ähnlicher Kleidung – ohne Krone auf dem Haupt und ohne Hermelin-Futter des orange-farbigen, zugeknöpften Mantels.
Die weiße Gestalt rechts der Herzogin und der Gräfin ist ein Prämonstratenser-Mönch mit allen einschlägigen Attributen: ein Mönch mit Tonsur, Albe, Zingulum und Rosenkranz, der eine Bibel und ein Kreuzesbanner in den Händen hält. Er trägt Sandalen an den Füßen und das weiße Gewand des Ordens, dem auch der erste Ratzeburger Bischof Evermod angehörte.
Alle Personen sind unter einem ausladenden Baum angeordnet, der sich mit seinen Ästen zwischen den Gestalten rankt und an dessen Wurzeln die Herzogskrone Heinrichs des Löwen liegt. So wird symbolisiert, welches Wachstum das Lauenburger Land im 12. Jahrhundert durch Christianisierung und Belehnung neuer Siedler erfuhr. Dieses Wachstum in wirtschaftlicher Hinsicht wird auch durch das Emblem symbolisiert, das zwischen Bischof und Siedler sichtbar ist: eine Gans auf einem Zweig.
Wanda Bibrowicz signierte das Werk mit ihren Initialen „WB“ und dem Datum 1918 – zu sehen in der Spitze des Löwenschildes.
Missverständnisse in der Beschreibung und Deutung dieses Teppichs:
1. Ewa Poradowska-Werszler verschiebt die Bemerkung Kurt Langenheims über den „Mann mit der betenden Gebärde“ von einer betenden Person auf die andere, nämlich vom links stehenden Heinrich von Badewide auf den rechts vor dem Bischof knienden Siedler. Sie kommt deshalb zu dem Schluss: „In der Mitte sieht man den ersten Bischof von Lauenburg (sic!) Evermodus, vor dem der erste Graf Ratzeburgs Heinrich von Baldwiede (sic!) mit bittend gefalteten Händen kniet.“[24]
2. Kurt Langenheim hatte 1955 an dieser Stelle nicht den Vorgang einer Belehnung, sondern den Vollzug einer Taufe gesehen.[22] Ewa Poradowska-Werszler verschiebt diese Bemerkung Langenheims wieder auf eine andere Person, diesmal von dem „rechts auf dem Bild“ vor dem Bischof Knienden auf den rechts von der Herzogin Stehenden: „Rechts neben einer würdigen Dame, vermutlich einer Fürstin, wird ein Wenede (sic!) zur Taufe geführt.“[24] Das ist aber ein Irrtum. Die weiße Gestalt rechts der Herzogin (und der Gräfin) ist eindeutig ein Prämonstratenser-Mönch.
3. Ksenia Stanicka-Brzezicka kombinierte beide Missverständnisse und behauptete 2011, in der Szenerie sei die Taufe des Grafen Heinrich von Badewide dargestellt: „Der Hauptteil der Bildwirkerei ist mit ‚Christianisierung' betitelt und zeigt die Taufe des Ratzeburger Grafen Heinrich von Baldwiede (sic!).“[25] Diese Interpretation ist falsch. Heinrich von Badewide war längst getauft und wäre ohne Taufe von Heinrich dem Löwen nicht 1142 als Graf von Ratzeburg eingesetzt worden.

### Knappe
Links von dieser Arbeit befindet sich ein kleinerer Teppich (124 × 183 cm), der einen Vögel fütternden Knappen darstellt. Im Zeitungsbericht über die Einweihung 1922 heißt das Motiv „mövenfütternder Ritter“. In der Altonaer Transportliste von 1922 taucht hier der Begriff „Falkenjäger“ auf.

### Mönch
Rechts des Mittelteppichs an der Stirnwand des Saales befindet sich ein kleinerer Teppich (124 × 183 cm) mit einem knienden Mönch, der in der Altonaer Transportliste von 1922 als „Answerus“ bezeichnet wird, was aber wegen der überragenden Bedeutung des Ansverus so nicht angehen kann. Auch die Bemerkung von Ewa Poradowska Werszler, es handele sich um einen Mönch, „der Stimmen von Hasengesprächen lauscht“, klingt wenig überzeugend. Die beiden Hasen führen keine Gespräche, sondern schauen und lauschen gemeinsam mit dem Mönch aufmerksam auf das im Mittelteppich „Christianisierung“ dargestellte Geschehen.

### Ratzeburg

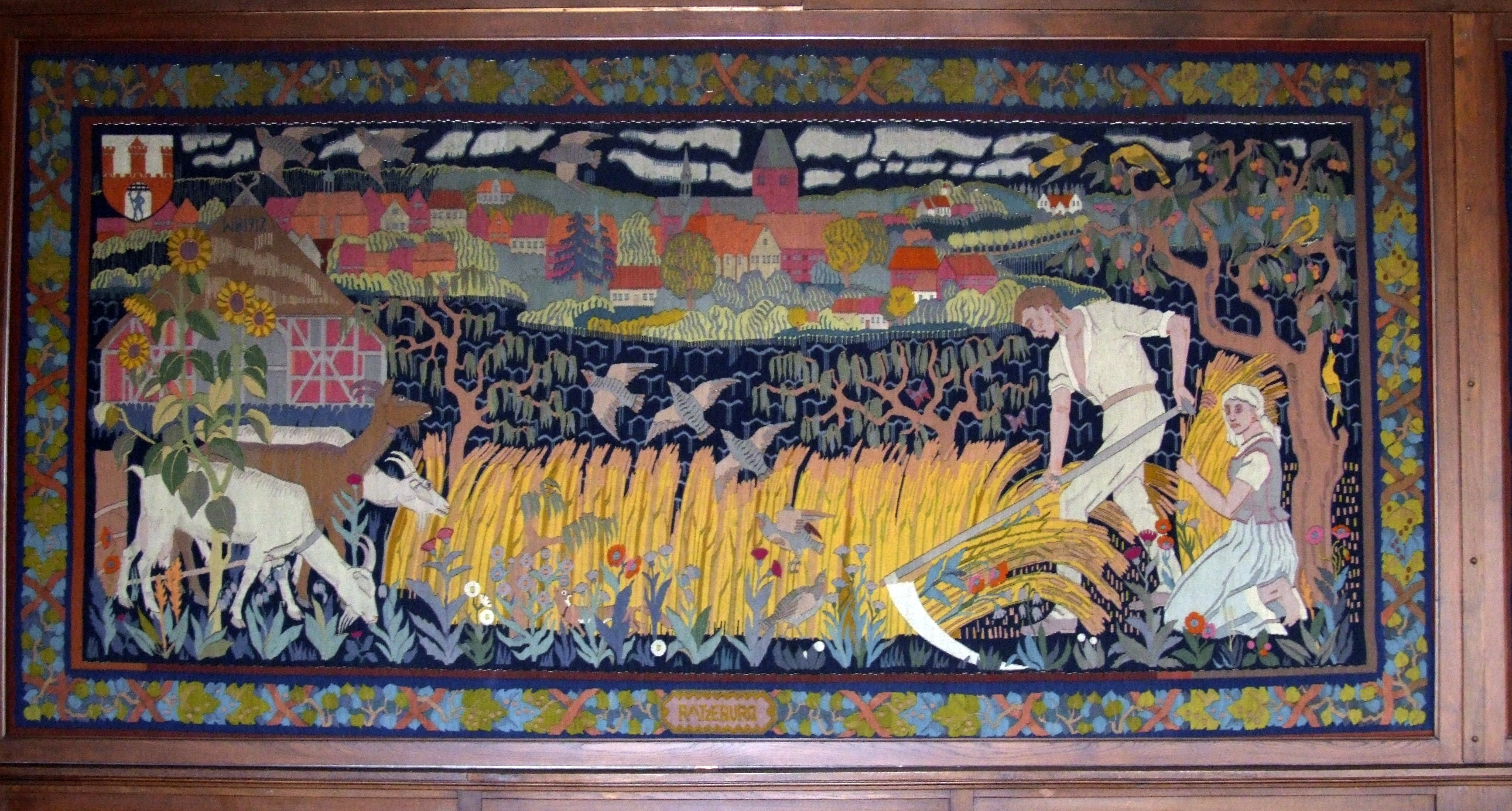
Ratzeburg-Gobelin von Wanda Bibrowicz, 1922 aufgehängt im Sitzungssaal des (Alten) Kreishauses in Ratzeburg

An der den Fenstern gegenüberliegende Wand des Saales hängen drei Gobelins, auf denen die Städte Ratzeburg, Lauenburg und Mölln mit ihren jeweils charakteristischen Wirtschaftszweigen und Weichbildern zu sehen sind.
Der Ratzeburg-Gobelin (373 × 183 cm) zeigt im Vordergrund eine spätsommerlich-blühende Landwirtschaft auf den Höhen nordöstlich der Stadt Ratzeburg mit Bauernhaus und Viehhaltung, leuchtendem Getreidefeld und erntendem Bauernpaar, hinter dem ein Obstbaum Früchte trägt. In der Diagonale blitzt die Sense und Vögel fliegen auf. Im Hintergrund ist das Weichbild der Stadt mit dem markanten Domturm auf der Insel im Ratzeburger See zu erkennen. Links oben ist das Wappen der Stadt abgebildet. Im First des Bauernhauses sind Signatur und Datum versteckt: WB 1917.

Die Einzelheiten der Darstellung  bestätigen das Urteil von Marie Frommer: 

„Selbst bei Betrachtung der Abbildungen tritt ein ganz besonders reizvolles Element dieser Arbeiten deutlich hervor, die Verschiedenheit der Wirkung je nach der räumlichen Entfernung. Beim ersten Anblick aus gemessenem Abstand wirkt die Klarheit der Komposition, der Verteilung von Licht und Schatten und der Farben. Je näher das Auge den Arbeiten kommt, um so mehr Einzelheiten lösen sich aus der Bildtiefe, … die jedoch in die Gesamtkomposition zurücktauchen, je mehr der Beschauer sich entfernt. Das Wesen des wahren Kunstwerkes: Zusammenfassung der Einzelelemente in einer Vereinheitlichung der Gestaltung, ist also hier erreicht.“

### Lauenburg
Auf dem Lauenburg-Gobelin (380 × 183 cm) sind im Vordergrund zwei Fischer zu sehen, die ihren beachtlichen Fang ausnehmen und ihn so für den Verkauf vorbereiten. Daneben eine Schäferin mit Kind auf dem Arm, den Hütehund an ihrer Seite, inmitten der Schafherde, überwölbt von einem Baum mit allerlei Getier. Auf der Elbe im Mittelgrund fahren Schiffe, darunter ein großer Lastkahn mit Bramsegeln. Im Hintergrund die Stadt Lauenburg/Elbe mit dem spitzen, weithin sichtbaren Kirchturm der Maria-Magdalenen-Kirche und den vielen Fachwerkhäusern entlang der Elbe. Die Stadt ist gegliedert in Unter- und Oberstadt. Das Stadtwappen ist in der linken oberen Ecke dargestellt. Der Teppich trägt Signatur und Datum: WB 1916.

### Mölln
Der Mölln-Gobelin (372 × 183 cm) fällt durch eine besondere Raumaufteilung auf: nicht Vorder-, Mittel- und Hintergrund bestimmen ihn, sondern ein Dreieck aus bildnerischer Gestaltung links unten, rechts unten und Mitte oben. Links unten findet sich ein Flötenspieler, angelehnt an einen Baum. Hinter ihm steht eine sehr große grasende Kuh. Rechts unten ist ein Kälbchen, versteckt zwischen Bäumen. Dazwischen sieht man bunte Blumen, Fasanen, auffliegende Enten. In der Mitte oben zeigt sich wie auf einer Insel im See liegend die Stadt Mölln mit ihrer über ihr thronenden St. Nicolai-Kirche. Die Häuser gruppieren sich im Halbkreis unter dem Kirchberg am Ufer des Stadtsees entlang. Das Möllner Stadtwappen befindet sich in der Ecke oben rechts. Die Arbeit ist mit WB signiert und auf das Jahr 1917 datiert.

### Reiherbeize
An der Wand mit der Ausgangstür aus dem Sitzungssaal hängen drei Gobelins, die eine Falkenjagd darstellen. Der Zeitungsbericht zur Einweihung des Zyklus’ formulierte: „Über der Eingangstür ist eine Reiherbeize dargestellt: in der Mitte ein vorüberstreichender Reiherschwarm, links ein Troß Falkner, rechts Jäger und Jägerin zu Pferde, den Falken auf der Faust.“
Das linke Bild (190 × 183 cm), das stellvertretend für alle drei Bilder die Signatur WB und das Datum 1918 trägt, stellt einen abgesessenen Falkner dar, der seine Jagdhunde zur Nachsuche führt. Am Sattel seines Pferdes hängen bereits erlegte Reiher. Im Vordergrund sind bunte Blumen zu sehen, im Hintergrund ein dichter Wald.

### Reiherschwarm
Direkt über der Tür befindet sich ein Wandteppich (200 × 82 cm) mit der Bezeichnung „Reiher“, der einen vorüberziehenden Reiherschwarm vor der alten Stadtkulisse Ratzeburgs mit dem Magnusturm des Schlosses zeigt.

### Jägerin und Jäger

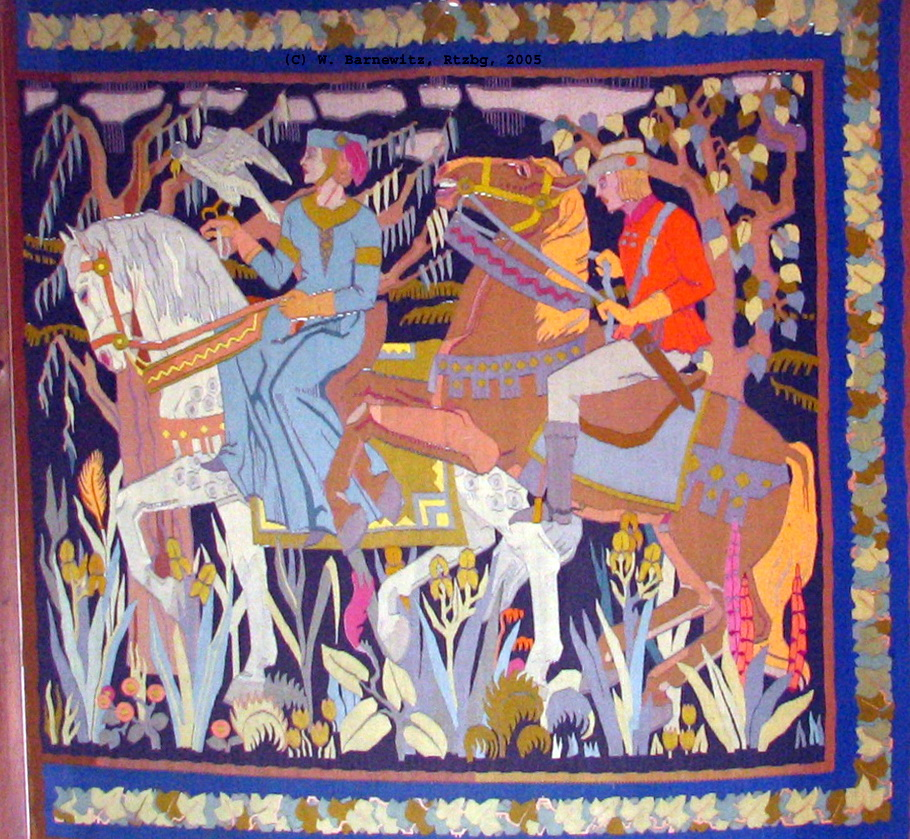
Jägerin und Jäger-Gobelin

Auf dem rechten Bild (190 × 183 cm) sind eine junge Frau im Damensitz reitend und ein junger Mann auf anspringendem Pferd dargestellt, die sich an der Reiherbeize beteiligen. Die klassisch gekleidete Frau hält den Falken auf handschuhgeschützter Faust.
Die Einzelheiten in der Darstellung von Zaumzeug und Kleidung sind frappierend und belegen, dass Wanda Bibrowicz an der Akademie für Kunst und Kunstgewerbe zu Breslau nicht nur Bildwirkerei gelernt und ausführte, sondern auch Kleider- und Möbeldesign sowie Entwurf und Gestaltung von Accessoires verschiedener Art.

### Sächsisches Wappen, umgeben von Adelswappen
Auf den Wandstreifen zwischen den Fenstern befinden sich zwei kleinere Gobelins mit Wappen. Links steht das Wappen Sachsens (192 × 183 cm) mit vier zusätzlichen Wappen inzwischen ausgestorbener Geschlechter: von Schack, von Scharffenberg, von Lützow, von Wackerbarth. Signatur: ED (für Emil Doepler, Entwurf).

### Lauenburgisches Wappen, umgeben von Adelswappen
Rechts ist das Wappen des Kreises Herzogtum Lauenburg (188 × 183 cm) mit vier weiteren Wappen adliger Familien, die wesentlichen Einfluss auf die Gestaltung der Landesgeschichte hatten: von Bülow, Graf Kielmannsegg, Graf Bernstorff, von Witzendorff. Signatur: ED.

### Bismarck-Wappen
In der südwestlichen Ecke des Sitzungssaales ist eine „Bismarck-Ecke“ eingerichtet. Der darin befindliche kleine Gobelin (82 × 82 cm) stellt das „Fürstliche Wappen Bismarck nach dem Diplom von 1873“ dar.

## Raumeindruck und Fazit

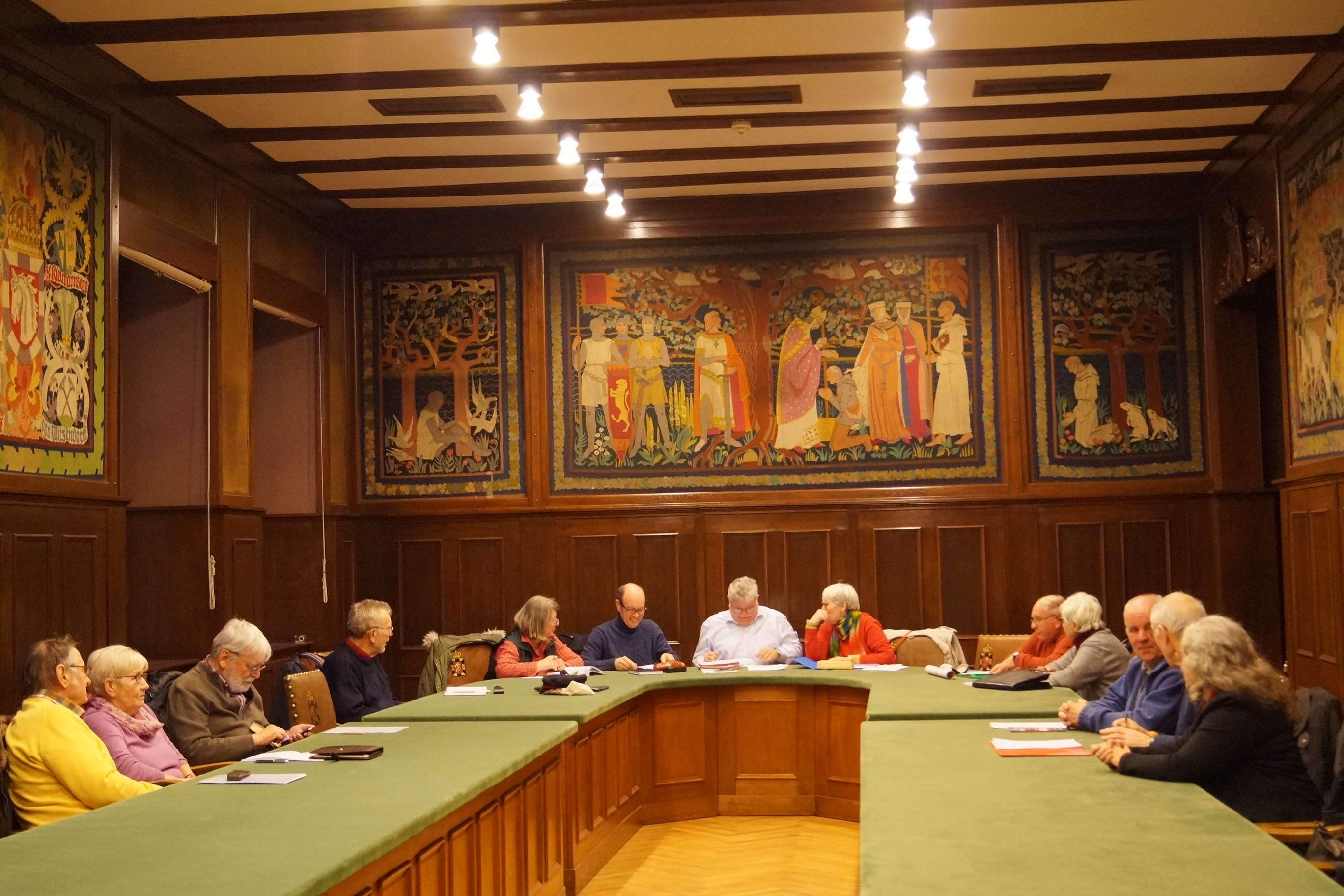
Raumeindruck des Sitzungssaals des Alten Kreishauses in Ratzeburg

„Durch die Wandteppiche im Verein mit der Täfelung wirkt der ganze Raum eigenartig warm. Der Raumschmuck ist von einer Art, wie wir uns in der Zeit des alten deutschen Kaiserreiches die Kaiserpfalzen und Burgen der Fürsten – etwa der Wartburg beim Sängerkrieg – vorzustellen haben. Der künstlerische Stil der Wandteppiche ist der ‚Jugendstil‘, wie er im Anfang des 20. Jhts. vor dem 1. Weltkrieg üblich war. Die Ausführung ist aber von einer großen Künstlerin gemacht, so daß die Wandteppiche noch heute unseren Ansprüchen an ein Kunstwerk voll genügen. Hinzu kommt die Leuchtkraft der Farben, die zeigen, daß sehr gutes Material verwandt wurde. So vermittelt der Sitzungssaal im Ratzeburger Kreishaus den geschlossenen Eindruck eines Raumes, wie er in unserem Lande wohl kaum an anderer Stelle vorkommt.“

„Die im Ratzeburger Sitzungssaal des Rathauses (sic!) erhaltenen Werke haben einen großen Wert und überdauerten glücklicherweise bis heute. Ihr Inhalt ist mit der frühesten Geschichte des Landes verbunden und ihre Ausführung macht sie auch heute noch für jeden lesbar. Die Arbeiten laden mit ihrem ikonographischen Programm zu Studien und zur wissenschaftlichen Beschäftigung aus geschichtlicher und kunstgeschichtlicher Perspektive ein, sie ermöglichen auch Schlüsse wirtschaftlicher und gesellschaftlicher Art, können aber auch zur Rekonstruktion von Legenden und Fabeln inspirieren. Eine Abhandlung über die Werke von Wanda Bibrowicz stellt die Studie von Dr. Langenheim dar, aus der man die mit der Christianisierung der umliegenden Gebiete und ihrer Eingliederung in den deutschen Staat (sic!) verbundenen historischen Personen erkennen kann.“